# Battaglia di Doiran (1917)
Durante la Seconda Conferenza del Consiglio Militare dell'Intesa, tenutosi a Chantes, fu deciso di continuare ad effettuare tentativi di rottura del fronte. Il compito delle forze dell'Intesa sul fronte macedone fu quello di infliggere una pesante sconfitta all'esercito bulgaro e generare così una svolta decisiva nei Balcani. Il comando Alleato, che attendeva rifornimenti, pianificò un attacco in forze in direzione di Vardar e Doiran. Nel 1917 la 2ª Divisione di Fanteria Tracia dell'esercito bulgaro fu soppiantata a Doiran dalla 9ª Divisione di Fanteria Pleven, comandata dal colonnello Vladimir Vazov. 
Il 4 marzo 2022 la band svedese dei Sabaton ha pubblicato una canzone incentrata sulla battaglia di Doiran, "The Valley of Death".

## Attacchi iniziali
Il 9 ed il 10 febbraio gli Alleati attaccarono il 33º Reggimento Svishtov ed il 34º Reggimento Troyan, ma furono respinti da un decisivo contrattacco effettuato da quest'ultimo reparto. L'avanzata inglese del 21 febbraio fu a sua volta respinta dall'artiglieria bulgara dopo due giorni di scontri.
Il comando Alleato capì che le posizioni bulgare erano meglio fortificate rispetto all'anno precedente, per cui ordinò un sistematico sbarramento di artiglieria su di esse. Nel frattempo, continuò lo sviluppo delle proprie posizioni di concentramento, poste a 800-1 500 metri rispetto alle linee difensive della Divisione Pleven. Al fine di effettuare la rottura del fronte avversario, gli inglesi concentrarono tre divisioni (la 22ª, 26ª e 60ª), complete di artiglieria, per un totale di più di 43 000 uomini, 160 cannoni, 110 mortai e 440 mitragliatrici. L'obiettivo non era molto diverso da quello della battaglia dell'anno prima, dato che il punto di maggior sforzo era posto su un fronte lungo 5–6 km in direzione di Kalatepe.
Il comando bulgaro aveva previsto che gli Alleati avrebbero effettuato un'offensiva su vasta scala, e tale dato fu confermato dall'intelligence. La 9ª Divisione Pleven ricevette cospicui rinforzi, salendo ad una forza operativa di 30 000 uomini, 147 cannoni, 35 mortai e 130 mitragliatrici.
Secondo gli ordini dell'Alto Comando, il fronte fu suddiviso in tre zone di diversa ampiezza: l'ala destra, compresa tra il fiume Vardar e le colline Varovita per una profondità di 13 km, era difesa dalla 1ª Brigata (6 compagnie con 48 cannoni, 12 mortai e 56 mitragliatrici); il centro, posto tra le colline Varovita e quelle Karakondzho, largo 4 km, era difeso dal 57º Reggimento (3 compagnie); e l'ala sinistra dalle colline Karakondzho fino al lago Dojran, larga 9 km, era difesa dalla 2ª Brigata (6 compagnie, 76 cannoni, 19 mortai e 52 mitragliatrici).

## Posizioni difensive

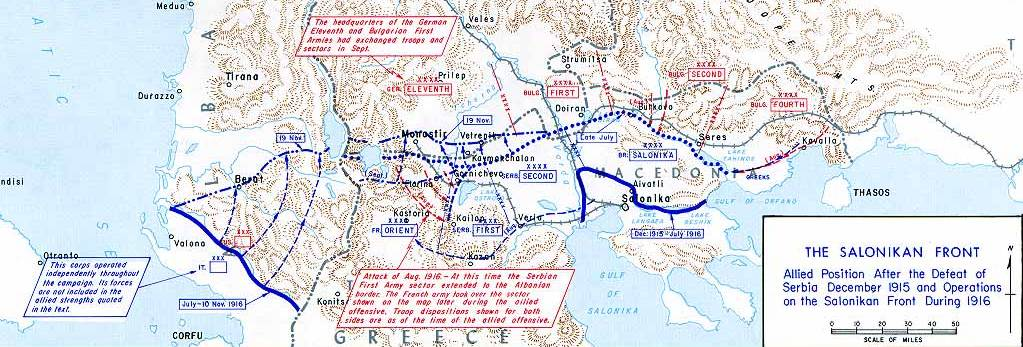
Il fronte Macedone nel periodo 1916-1917.

Nel 1917 le posizioni difensive bulgare nell'area di Doiran furono ulteriormente migliorate. A quanto precedentemente esistente furono aggiunte due linee di trincee continue e profonde 1,5 - 2 metri, poste ad una distanza reciproca variabile tra 200 e 1000 m e connesse da passaggi di intercomunicazione. Di fronte a queste posizioni c'era un sistema a doppia linea di filo spinato. Tra le linee di trincea erano posizionati posti di osservazione, rifugi, nidi di mitragliatrici e batterie interrate. Dietro a queste difese c'erano gallerie di cemento, posizioni di fuoco per l'artiglieria e piattaforme di munizionamento. Davanti alle posizioni principali c'erano alcune fortificazioni più piccole, protette alle spalle da posizioni secondarie parzialmente munite e poste a 2–5 km dalla linea principale.

## Lo scontro
La battaglia di sfondamento delle posizioni bulgare cominciò il 22 aprile e continuò ad intermittenza fino al 9 maggio 1917. L'assalto iniziò con un aspro fuoco di sbarramento effettuato dall'artiglieria per una durata di quattro giorni, durante i quali gli inglesi spararono circa 100 000 proiettili. Come risultato, le trincee ed alcune strutture lignee delle posizioni avanzate bulgare furono distrutte. I bulgari aprirono a loro volta il fuoco dalle batterie poste tra Vardar e Doiran. Vladimir Vazov ordinò di mantenere un regime continuo di fuoco sulle posizioni Alleate sia di giorno, che di notte. Lo scontro iniziale tra le batterie inglesi e quelle bulgare durò diverse ore e fu seguito da un fuoco di sbarramento da parte bulgara della durata di un'ora, durante la quale furono sparati circa 10 000 proiettili. 

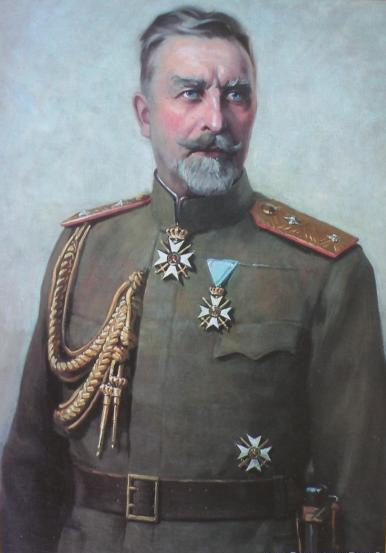
Vladimir Vazov era un eminente generale. La sua vittoriosa difesa di Doiran ne fece un eroe della Bulgaria

La fanteria inglese cominciò il suo attacco la notte tra il 24 ed il 25 aprile - 12 compagnie attaccarono la 2ª A seguito di un contrattacco bulgaro, gli inglesi furono respinti all'indietro, e furono costretti a ritirarsi entro le 8 di sera, lasciando sul campo numerose perdite. Gli assalti inglesi sul fronte destro e al centro furono parimenti respinti con forti perdite, grazie all'azione dell'artiglieria bulgara.
Gli attacchi inglesi dei due giorni successivi furono sempre respinti dal costante fuoco d'artiglieria bulgaro e da una serie di contrattacchi. Vista l'impossibilità di avanzare, gli inglesi si ritirarono sulle proprie posizioni iniziali il 27 aprile, e i bulgari cominciarono immediatamente a ricostruire le fortificazioni distrutte.
In seguito alle critiche mosse dall'alto comando agli ufficiali comandanti sul campo, gli inglesi tentarono nuovamente di aprire una breccia nel fronte. L'8 maggio fu effettuato un nuovo attacco, preceduto da un lungo fuoco di sbarramento da parte dell'artiglieria. L'assalto principale iniziò alle 9 di sera e fu effettuato da cinque ondate successive di truppe inglesi. Dopo quattro tentativi portati durante la notte tra l'8 e il 9 maggio, gli inglesi furono nuovamente respinti, ancora una volta con enormi perdite. Un corrispondente del Times scrisse che i soldati inglesi chiamarono il punto denominato "Boris" "la valle della morte".
Il duello di artiglieria continuò fino al 9 maggio, ma a causa delle fortissime perdite gli inglesi furono alla fine costretti a desistere da ogni ulteriore attacco. Le perdite inglesi ammontarono a circa 12 000 uomini tra morti, feriti e catturati, di cui più di 2 250 furono sepolti dai difensori bulgari. Le perdite della 9ª Divisione di Fanteria Pleven ammontarono a 2 000 uomini, di cui 900 morirono per le ferite riportate.
Vladimir Vazov fu promosso al grado di maggiore generale.

## Conseguenze
Nei 16 mesi successivi, il fronte fu relativamente calmo, se si escludono alcune schermaglie isolate. Entrambi gli schieramenti usarono questo periodo per rafforzare e consolidare ulteriormente le proprie posizioni. Nel 1918 un massiccio attacco anglo-greco fu respinto dalla Pleven Division nel corso della terza battaglia di Doiran.